# Дзекконе
Дзекко́не, Цекко́не (итал. Zeccone) — коммуна в Италии, располагается в регионе Ломбардия, в провинции Павия.
Население составляет 1597 человек (2008 г.), плотность населения составляет 319 чел./км². Занимает площадь 5 км². Почтовый индекс — 27012. Телефонный код — 0382.
Покровителем населённого пункта считается святой Рох.

## Демография
Динамика населения:

## Администрация коммуны
- Официальный сайт: http://www.comune.zeccone.pv.it/